# Baryancistrus xanthellus
Baryancistrus xanthellus (лат.) — вид лучепёрых рыб из семейства кольчужных сомов, обитающий в Южной Америке. Видовое название происходит от слова греч. xanthellus — «жёлтый».

## Описание
Общая длина достигает 22,4 см. Голова большая, у самцов она более плоская и шире, чем у самцов У самок лоб округлый. Во время нереста самки становятся глаже. Глаза маленькие, выпуклые. Рот представляет собой присоску, по бокам расположены 2 пары усов. На нижней челюсти 60 зубов. Туловище умеренно длинное. Спинной плавник высокий, длинный, состоит из 2 жёстких и 7 мягких лучей. Жировой плавник маленький, расположен близко к спинному. Грудные плавники удлинённые с выростами (у самцов они больше). У самцов грудные плавники длиннее. Брюшные плавники широкие, с короткой основой. Анальный плавник небольшой, состоит из 5 мягких лучей. Хвостовой плавник широкий, с длинной выемкой, верхний луч немного длиннее остальных.
Туловище тёмно-красно-коричневого цвета с круглыми желтыми пятнами. Размер пятен зависит от места проживания. Спинной и хвостовой плавник с желтыми пятнами, окаймленны широкой жёлтой полосой. С возрастом полосы и пятна становятся меньше.

## Образ жизни
Это донная рыба. Предпочитает прозрачную и чистую воду. Встречается на быстрых течениях, на мели с каменистым дном. Взрослые самцы территориальны. Образуют небольшие группы. Днём прячется среди коряг и корней деревьев. Активны ночью. Питаются водорослями, иногда мшанками и личинками хирономидами.

## Размножение
Половая зрелость наступает при размере в 15 см. Нерест происходит с одним самцом и несколькими самками. Растут довольно медленно.

## Распространение
Является эндемиком Бразилии. Обитает в реках Шингу и Ирири.